# 능동적 외양 모델
능동적 외양 모델(Active Appearance Model, AAM)은 형태 모델(shape model)과 외양 모델(appearance model)을 사용하여 특정 물체(object)의 형태를 찾는 기술이다. Edwards, Cootes 그리고 Taylor는 능동적 외양 모델을 처음으로 제안하였다.

## 참조
1. ↑  Cootes, T. F.; Edwards, G. J.; Taylor, C. J. (1998). 〈Active appearance models〉. 《Computer Vision — ECCV'98》. Lecture Notes in Computer Science 1407. 484쪽. doi:10.1007/BFb0054760. ISBN 3-540-64613-2.

## 같이 보기
- 점 분포 모델